# Walter Kreß
Walter Kreß (* 19. Juli 1892 in Cannstatt; † 3. März 1963 in Stuttgart) war ein württembergischer Landrat.

## Leben
Sein Vater war der Reichsgerichtsrat Emil Kreß. Nach dem Abitur 1913 studierte er Rechtswissenschaften in Tübingen und Leipzig (unterbrochen durch Kriegsteilnahme). Er war – wie sein Vater – Mitglied der Studentenverbindung Akademische Gesellschaft Stuttgardia Tübingen. Er legte 1920 die erste und 1923 die zweite Staatsprüfung ab. 
Er war von 1923 bis 1929 beim Oberamt Böblingen tätig. Von 1929 bis 1932 war er Hilfsberichterstatter im württembergischen Innenministerium. 1933 war er kurzzeitig Landrat beim Oberamt Böblingen und ab 1934 im Landesgewerbeamt.